# William Denison
William Thomas Denison, född 1804 i London, död 1871, var en brittisk ämbetsman, guvernör i New South Wales 1855-1861, guvernör i Madras 1861-1866 och under en period tillförordnad vicekung av Indien.